# Сент Дејвид (Аризона)
Сент Дејвид (енгл. St. David) насељено је место без административног статуса у америчкој савезној држави Аризона.

## Демографија
По попису из 2010. године број становника је 1.699, што је 45 (-2,6%) становника мање него 2000. године.
| Група             | 2000.         | 2010.         |
| Белци             | 1.529 (87,7%) | 1.452 (85,5%) |
| Афроамериканци    | 7 (0,4%)      | 7 (0,4%)      |
| Азијати           | 8 (0,5%)      | 10 (0,6%)     |
| Хиспаноамериканци | 171 (9,8%)    | 186 (10,9%)   |
| Укупно            | 1.744         | 1.699         |